# Toshiaki Fushimi
Toshiaki Fushimi (伏見俊昭?, Fushimi Toshiaki; Shirakawa, 4 febbraio 1976) è un ex pistard giapponese.

## Palmarès

### Olimpiadi
- 1 medaglia:
  - 1 argento (Atene 2004 nella velocità a squadre)